# ADD-X Système SMP-5
ADD-X Système SMP-5 (SMP-5) је професионални рачунар, производ фирме ADD-X Système који је почео да се израђује у Француској током 1982. године.
Користио је Z80A као централни микропроцесор а RAM меморија рачунара SMP-5 је имала капацитет од 64 kb. 
Као оперативни систем кориштен је MP/M, CP/M.

## Детаљни подаци
Детаљнији подаци о рачунару SMP-5 су дати у табели испод.
|                       |                                                                                      |
| [ 1 ]                 |                                                                                      |
| Произвођач            |                                                                                      |
| Тип                   | професионални рачунар                                                                |
| Меморија              | 64                                                                                   |
| Поријекло             | Француска                                                                            |
| Година                | 1982                                                                                 |
| Тастатура             | тастатура с пуним помаком тастера, функцијски тастери и одвојена нумеричка тастатура |
| Процесор              |                                                                                      |
| Фреквенција процесора | 4                                                                                    |
| RAM                   | 64                                                                                   |
| ROM                   |                                                                                      |
| Текст                 |                                                                                      |
| Графика               |                                                                                      |
| Боја                  | монохроматски показивач                                                              |
| Звук                  | нема                                                                                 |
| Димензије             | 33 фунте                                                                             |
| Портови               |                                                                                      |
| Оперативни систем     |                                                                                      |